# HIT FM Moldova
HIT FM Moldova este un post de radio muzical privat din Republica Moldova, ce are acoperire națională. HIT FM s-a lansat în septembrie 1999, inițial în Chișinău, atât în limba română cât și în rusă. Deși inițial retransmitea conținutul emis de postul HIT FM din Moscova, Rusia, în prezent a ajuns să aibă o producție proprie în proporție de sută la sută.
HIT FM Moldova transmite în general muzică de consum modernă, hituri occidentale, rusești și autohtone, axându-se pe un public țintă preponderent tânăr. Difuzează pop, dance, muzică electronică și alte genuri apropiate. Formatul de difuzare e Contemporary Hit Radio (CHR). Se bazează pe hituri din ultimii 20 de ani. Are emisiuni interactive, muzicale, concursuri și scurte buletine informative în prima parte a zilei.

## Frecvențe
- Chișinău - 101.7 FM
- Bălți, Orhei, Telenești, Sîngerei, Fălești, Drochia, Rîșcani, Criuleni - 107.6 FM
- Cahul, Taraclia, Galați, Brăila, Reni - 105.2 FM
- Comrat - 106.6 FM
- Ceadîr Lunga - 94.6 FM
- Vadul lui Vodă - 90.4 FM
- Edineț - 94,3 FM
- Bender, Tiraspol, Anenii Noi - 101.1 FM
- Ungheni, Iași - 104.5 FM

- Hîncești - 104.9 FM
- Cimișlia - 93.5 FM
- Rezina - 92.9 FM
- Soroca - 103.1 FM